# Faura
Pour les articles homonymes, voir Faura (homonymie).
Faura (en valencien et en castillan) est une commune d'Espagne située dans la province de Valence et la Communauté valencienne. Elle fait partie de la comarque du Camp de Morvedre et jouxte au nord celle de la Plana Baixa. La commune est située dans la zone à prédominance linguistique valencienne.

## Géographie

Localisation de Faura
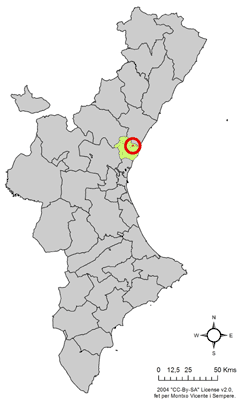
dans la Communauté valencienne.
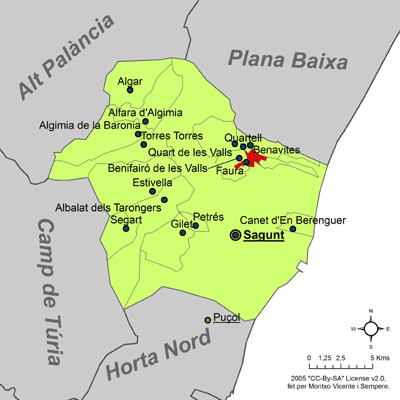
dans la comarque du Camp de Morvedre.

À l’exception d’un petit secteur sud-ouest situé dans les monts de la Rodana, le territoire communal couvre la partie inférieure de la plaine de Vall de Sego. L’essentiel de la zone est dédié aux orangeraies mais on note une forte poussée de l’urbanisation.
Valence est à 34 km au sud de Faura.

### Localités limitrophes
Benifairó de les Valls, Quart de les Valls, Quartell et Benavites sont les quatre localités limitrophes de Faura.

## Histoire

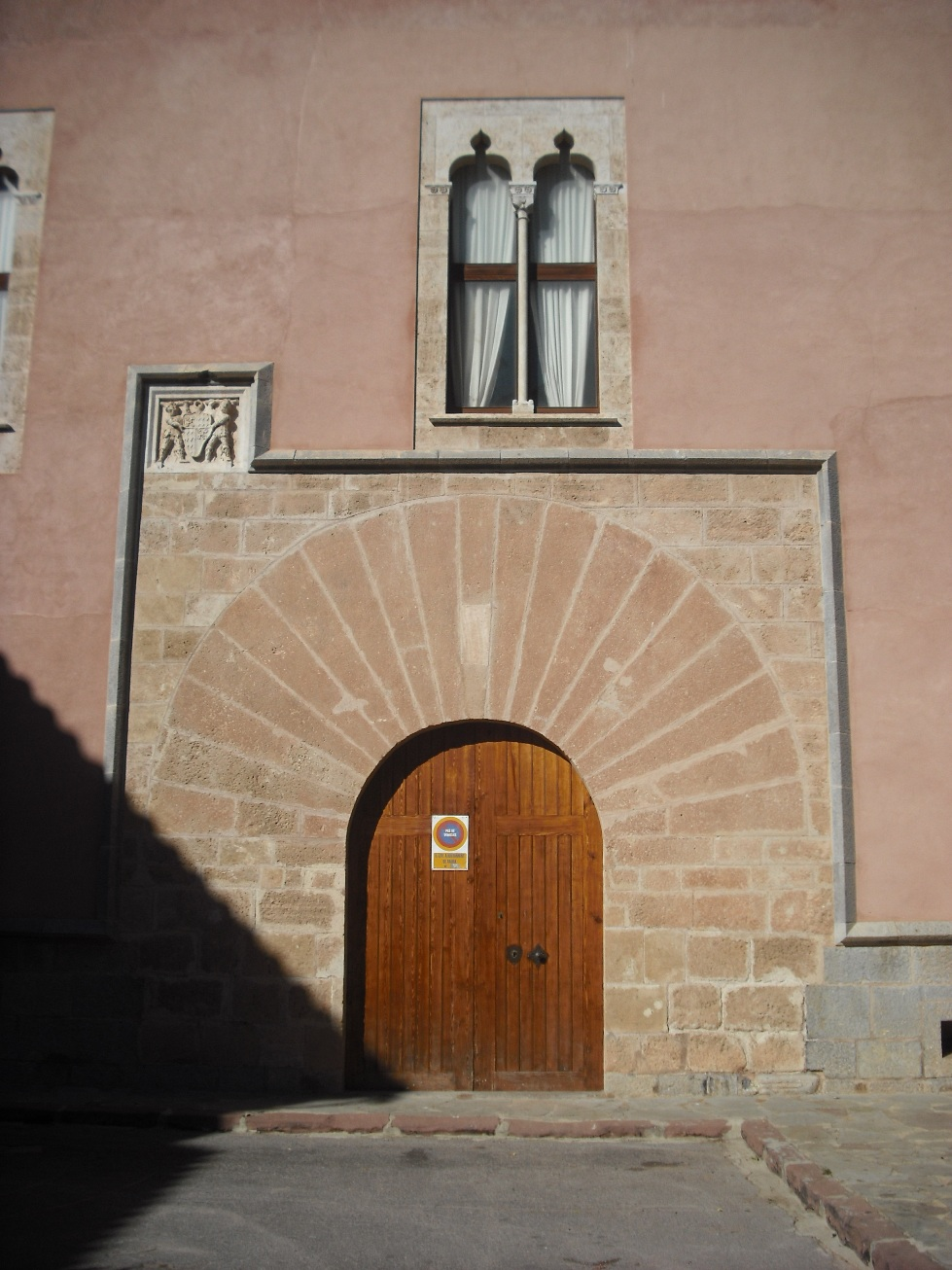
Porte d'entrée de la Maison comtale.

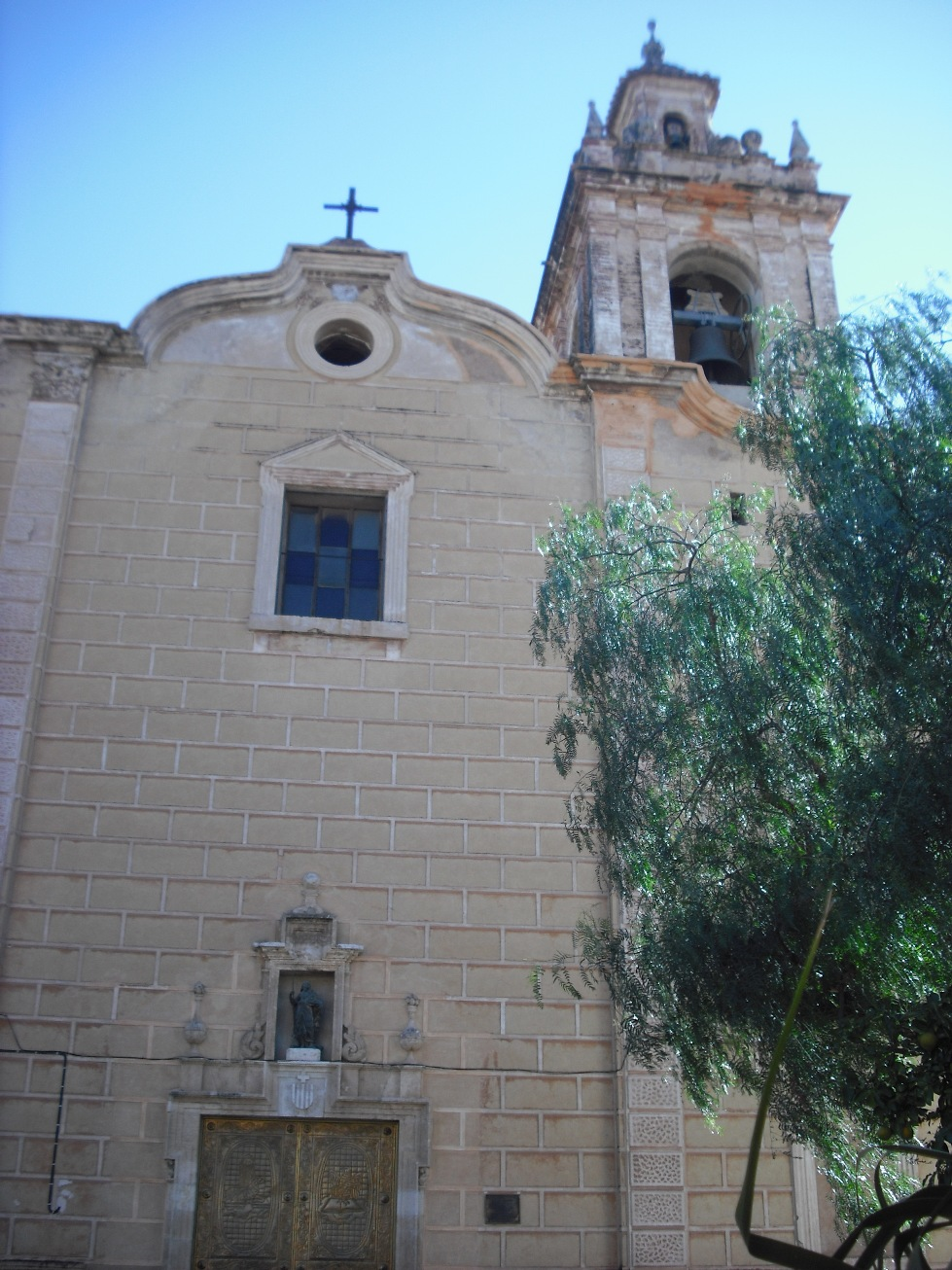
Façade de l'église des Santos Juanes.

D’origine musulmane, Faura est le fruit de la réunion de plusieurs fermes ou hameaux tel que Llogarets de Sego. Après la reconquête, le village fut placé sous la juridiction de Morvedre.
En 1473, le roi Jean II de Castille créa une nouvelle seigneurie avec juridiction Alphonsine et droit d’impôt dans laquelle Faura était regroupé avec Rumbau et Almorig. Cette seigneurie fut octroyée à Pere Ramon de Monsoriu et resta en possession de ses descendants jusqu’à la fin du XVIe siècle. Elle passa ensuite aux mains de Juan de Villarrasa.
En 1647, Philippe IV d'Espagne éleva la seigneurie au rang de comté. Peu après les Vives de Canyamars en prirent la possession et la gardèrent jusqu’à la suppression des juridictions seigneuriales en 1814.
Au cours de la deuxième moitié du XIXe siècle on rattacha le hameau de Rumbau à la commune. En 1844 les communes de Faura et de Benifairó de les Valls fusionnèrent pour constituer la commune de « Villa de la Union ». Cette association fut rompue en 1906.
Durant la IIe république et au cours de la guerre civile l’endroit fut un foyer de la gauche républicaine, ce qui causa une forte répression politique durant l’après-guerre.
De 1940 jusqu’à la fin des années soixante plusieurs contentieux opposèrent Faura à la commune de Sagonte. Le but était d’agrandir un territoire communal restreint et de garantir des ressources plus régulières. Ces tentatives n’eurent aucun résultat.

## Économie
L’essentiel de l’économie repose sur la culture des agrumes et sur l’industrie liée à leur transformation. Toutefois, des années 2000 à 2008, l’explosion de l’immobilier a changé radicalement l’aspect et l’économie du secteur en réduisant les surfaces consacrées à l'arboriculture.

## Monuments
- Église paroissiale Saint Jean.
- Maison comtale fortifiée.

## Loisirs et culture
Faura possède une harmonie municipale de qualité qui compte de nombreux musiciens.
La commune est équipée d’une bibliothèque municipale, d’un gymnase et d’un complexe sportif. Comme dans de nombreux villages valenciens, la tradition est de jouer à la Galotxa, variante de la pelote valencienne.

## Jumelages
- Massiac (France)

## Fêtes patronales
Elles ont lieu au milieu du mois d’août pour fêter l’Ascension de la Vierge et la « Santa Barbara ».